# Équipe d'Islande espoirs de football
Maillots
L'équipe d'Islande espoirs de football est une sélection des meilleurs jeunes footballeurs islandais, constituée sous l'égide de la Fédération d'Islande de football. 
L'équipe prend part au championnat d'Europe espoirs, organisé tous les deux ans par l'UEFA. L'âge limite pour participer au tournoi est de 21 ans au début de la phase de qualification.

## Histoire
La sélection espoirs islandaise dispute les qualifications pour l'Euro espoirs depuis 1984. Elle n'était pas inscrite pour les trois premières éditions.
Après de nombreuses tentatives infructueuses, les espoirs islandais parvinrent à se qualifier pour l'Euro espoirs 2011 au Danemark.
Menés par la génération dorée, fruits de l'amélioration des infrastructures sur l'île au début des années 2000, les jeunes islandais terminèrent second de leur groupe de qualification, derrière la République Tchèque et devant l'Allemagne.
Qualifiés pour les barrages puisque parmi les meilleurs deuxièmes, ils validèrent leur place à l'Euro après deux victoires 2-1 face à l'Écosse.
Le tirage au sort les plaça dans un groupe composé de la Suisse, de la Biélorussie et du Danemark. En dépit d'une victoire face au pays hôte, les islandais finirent troisième de leur groupe derrière les suisses et les biélorusses, mais la qualification se joua à peu de choses, puisque Danemark, Islande et Biélorussie terminèrent avec trois points, trois buts marqués et deux encaissés; les derniers se qualifiant uniquement grâce à la différence de but particulière. 
Cette aventure a posé les bases de l'amélioration du football islandais. En effet, l'ossature de l'équipe A qui fut tout près de se qualifier pour la coupe du monde 2014 était formée d'une bonne partie des jeunes présents à l'Euro 2011. De fait, Gylfi Sigurdsson, Alfred Finnbogason, Johann Berg Gudmundsson, Aron Gunnarsson, Birkir Bjarnason et Kolbeinn Sigthorsson ont tous pris part à l'épopée danoise. Ce dernier fut par ailleurs nommé dans l'équipe type du tournoi.
Après le départ de la génération susmentionnée, la transition ne fut pas aisée. La campagne de qualification pour l'Euro 2013 fut en effet nettement moins brillante, puisque l'Islande termina dernière de son groupe (derrière l'Azerbaïdjan notamment), avec une seule victoire et quatre petits buts marqués. Seuls émergèrent Björn Sigurdarson, auteur de trois buts, et le désormais américain Aron Jóhannsson. Était également présent Hólmar Örn Eyjólfsson, le fils du sélectionneur Eyjólfur Sverrisson, en place depuis 2009.
Après l'Euro 2011, ce dernier failli qualifier son équipe pour l'Euro espoirs une seconde fois, en 2015. Après de bonnes performances lors de la phase de qualification (deuxième de son groupe derrière la France), l'Islande affronta le Danemark pour une place à l'Euro 2015 en République Tchèque. Le match aller au Danemark se termina par un match nul et vierge, les jeunes islandais livrant une belle prestation défensive. Au retour en Islande, les danois réussirent à ouvrir le score sur pénalty à la 90e minute. Alors dans l'obligation de marquer deux fois pour se qualifier, les insulaires ne purent qu'égaliser par Hólmbert Aron Friðjónsson à la 93e minute, sans parvenir à doubler la marque. C'est donc le Danemark qui se qualifia. À noter qu'avec 8 buts marqués, Emil Atlason termina troisième meilleur buteur des qualifications, derrière Saido Berahino et Arkadiusz Milik.
Les islandais parvenèrent à se qualifier pour l'édition 2021

## Parcours au Championnat d'Europe de football espoirs
- 1978 : Non inscrit
- 1980 : Non inscrit
- 1982 : Non inscrit
- 1984 : Non qualifié
- 1986 : Non qualifié
- 1988 : Non qualifié
- 1990 : Non qualifié
- 1992 : Non qualifié
- 1994 : Non qualifié
- 1996 : Non qualifié
- 1998 : Non qualifié
- 2000 : Non qualifié
- 2002 : Non qualifié
- 2004 : Non qualifié
- 2006 : Non qualifié
- 2007 : Non qualifié
- 2009 : Non qualifié
- 2011 : 1er tour
- 2013 : Non qualifié
- 2015 : Barragistes
- 2017 : Non qualifié
- 2019 : Non qualifié

## Effectif

### Sélection actuelle
Voici la liste de joueurs islandais convoqués pour les matchs de barrages du Championnat d'Europe espoirs 2023 face à la Tchéquie les 23 et 27 septembre 2022.
Les joueurs ayant au moins joué un match avec l'équipe sénior sont indiqués en gras.
| N°: | Pos: | Nom:                           | Date de naissance: | Sélections | Buts | Club:              |
| --- | ---- | ------------------------------ | ------------------ | ---------- | ---- | ------------------ |
|     | GB   | Hákon Rafn Valdimarsson        | 13 octobre 2001    | 8          | 0    | IF Elfsborg        |
|     | GB   | Adam Ingi Benediktsson         | 28 octobre 2002    | 0          | 0    | IFK Göteborg       |
|     | GB   | Ólafur Kristófer Helgason      | 24 octobre 2002    | 0          | 0    | Fylkir Reykjavik   |
|     |      |                                |                    |            |      |                    |
|     | DF   | Ísak Ólafsson                  | 13 juin 2000       | 18         | 2    | Esbjerg fB         |
|     | DF   | Valgeir Lunddal Friðriksson    | 24 septembre 2001  | 11         | 0    | BK Häcken          |
|     | DF   | Róbert Orri Þorkelsson         | 3 avril 2002       | 11         | 0    | Impact de Montréal |
|     | DF   | Atli Barkarson                 | 19 mars 2001       | 7          | 2    | SønderjyskE        |
|     | DF   | Óli Valur Ómarsson             | 9 janvier 2003     | 4          | 0    | IK Sirius          |
|     | ML   | Logi Tómasson                  | 13 septembre 2000  | 2          | 0    | Víkingur Reykjavík |
|     |      |                                |                    |            |      |                    |
|     | ML   | Kolbeinn Þórðarson             | 19 mars 2000       | 19         | 1    | Lommel SK          |
|     | ML   | Ágúst Hlynsson                 | 28 mars 2000       | 11         | 1    | Valur Reykjavik    |
|     | ML   | Viktor Örlygur Andrason        | 5 février 2000     | 10         | 1    | Víkingur Reykjavík |
|     | ML   | Kristian Hlynsson              | 23 janvier 2004    | 10         | 6    | Ajax Amsterdam     |
|     | ML   | Andri Baldursson               | 10 janvier 2002    | 10         | 0    | NEC Nijmegen       |
|     | ML   | Dagur Dan Þórhallsson          | 2 mai 2000         | 7          | 0    | Breiðablik         |
|     | ML   | Sveinn Margeir Hauksson        | 2 novembre 2001    | 0          | 0    | KA Akureyri        |
|     |      |                                |                    |            |      |                    |
|     | AT   | Brynjólfur Andersen Willumsson | 12 août 2000       | 25         | 5    | Kristiansund BK    |
|     | AT   | Bjarki Steinn Bjarkason        | 11 mai 2000        | 14         | 0    | Venise FC          |
|     | AT   | Sævar Atli Magnússon           | 16 juin 2000       | 11         | 2    | Lyngby BK          |
|     | AT   | Orri Óskarsson                 | 29 août 2004       | 6          | 0    | FC Copenhague      |
|     | AT   | Þorleifur Úlfarsson            | 27 décembre 2000   | 3          | 0    | Dynamo de Houston  |
|     | AT   | Hilmir Rafn Mikaelsson         | 2 février 2004     | 1          | 0    | Venise FC          |

### Appelés récemment
Les joueurs appelés les douze derniers mois à compter du 14/03/2025.
Défenseurs
- Valgeir Valgeirsson (contre Chypre, le 11 juin 2022)
- Ólafur Guðmundsson (contre Chypre, le 24 mars 2022)

Milieux
- Kristall Máni Ingason (contre la Tchéquie, le 23 septembre 2022)
- Logi Róbertsson (contre Chypre, le 11 juin 2022)
- Hákon Arnar Haraldsson (contre la Grèce, le 16 novembre 2022)